# 混声合唱
混声合唱（こんせいがっしょう）は、同声合唱（男声合唱、女声合唱、児童合唱などの総称）の対義語であり、一般的には男声と女声による合唱を指す。

## 構成
混声合唱は通常、ソプラノ、アルト、テノール、バスの4つのパート（女声2部、男声2部）で構成されている。女声を3声にする場合、ソプラノとアルトの間にメゾソプラノが置かれ、4声にする場合は、ソプラノ、アルトが2つに分かれる（第1ソプラノ、第2ソプラノ、第1アルト、第2アルト）。また、男声を3声にする場合、テノールとバスの間にバリトンが置かれ（バリトンを置かず、テノールを2つに分けてバスと合わせた3声とすることもある）、4声にする場合は、テノール、バスが2つに分かれる（第1テノール、第2テノール、第1バス、第2バス）。それ以上に分かれる曲（12声、16声など）も少なくない。多くのパートから成る作品としては、「40声のモテット」として知られるトマス・タリスの「汝の他に望みなし」 (Spem in alium) や、ルイジ・ノーノの無伴奏72部合唱曲「イタリア日誌から」 (Da un diario italiano) などがある。
作曲家によってはアルトを廃し、代わりにソプラノを2つに分けている。これは音楽的な要求からというよりも、現実的な問題によるものである。ベルリオーズは著書『管弦楽法』の中で、フランスにアルトが少ないことを指摘した上で、合唱を6つの声域（第1ソプラノ、第2ソプラノ、第1テノール、第2テノール、バリトン、バス）に分けることを推奨し、自らも「レクイエム」や「ファウストの劫罰」、「葬送と勝利の大交響曲」などにおいて実行した。アルトを欠く混声合唱はイタリアやフランスのオペラにも多く見られる。
通常の4声よりもさらに声部数が少なく、特に日本で多く見られるものとして混声3部合唱曲がある。日本においては主として、男子が変声期にあたる中学生が歌うことを目的に作曲されており、ソプラノ、アルト、男声に分かれる。このパート構成とは対照的に、女声（この女声はアルトであることが多い）、テノール、バスに分かれる混声3部合唱曲も少数存在する。
3声よりもっと声部数が少ない混声2部合唱曲もある。これは女声と男声がそれぞれ1つずつのみのものである。